# 御苗場
御苗場（おなえば）とは、2006年にはじまった、日本最大級の写真展である。"自分の未来に苗を植える場所"として、命名された。

## 御苗場とは

### 3つの特徴
写真イベントとして、3つの特徴を有する(以下、公式サイトより抜粋)。
1. 『キーコンセプトは、出合うこと』
2. 『出展審査不要という概念』
3. 『どこかに繋がっていくこと』

### 各賞と多方面への展開
御苗場出展者に対して、レビュアー賞・オーディエンス賞が設けられており、
各受賞者はCMSの刊行する「PHaT PHOTO（ファットフォト）」へ掲載される。
また、近年は他のイベントとの連携も盛んに試みられている。
特に2011年からは、アメリカ有数の写真イベントである「NYPH 2011(ニューヨークフォトフェスティバル2011)」内で「御苗場 in New York」を開催し、選抜作家による作品が海外での高い評価を獲得している。

## 過去の受賞者

### 御苗場 Vol.8 in CP+ 2011 レビュアー賞
- NYPH運営ディレクター サム・バージレー　レビュアー賞   村上千恵
- 「御苗場」総合プロデューサー／PHaT PHOTO編集長　テラウチマサト　レビュアー賞　矢野巌
- 「BRUTUS」編集部　副編集長　杉江宣洋　レビュアー賞　吉村雄次郎 - ウェイバックマシン（2016年3月4日アーカイブ分）
- B GALLERY 藤木洋介　レビュアー賞　aki
- エモン・フォトギャラリー ディレクター　小松整司　レビュアー賞　キイロ
- 西武百貨店美術コーディネーター 寺内俊博　レビュアー賞　大原明海
- 株式会社AGホールディングス代表取締役 柴山哲治　レビュアー賞　畠山雄豪

### 御苗場 in New York 選抜作家
- 市川龍児
- 小川哲史
- キイロ
- 齋藤岳実
- 柴田秀一郎
- 清水玄
- 津田征治
- 永井克
- 藤井ヨシカツ
- 村上千恵+
- 矢野巌

### 関西御苗場2010 レビュアー賞
- 川嵜徹
- 堀内 みやび
- かわさきじろう
- 東 雅美
- 真鍋 奈央
- 八木 光輝